# 雷丁森特 (紐約州)
雷丁森特（英語：Reading Center）是位於美國紐約州斯凱勒縣的非建制地區。

## 歷史
雷丁森特的郵局自1854年營運至今。

## 地理
雷丁森特所處的海拔為高於海平面380米（即1247英呎），而該地所採用的時區為UTC-5，即北美东部时区（EST）。同時該地設有夏令時間，為UTC-5調快一小時，即UTC-4（EDT）。